# Élections fédérales canadiennes de 1988
L'élection fédérale canadienne de 1988 se déroule le 21 novembre 1988 afin d'élire les députés de la trente-quatrième législature à la Chambre des communes du Canada. Il s'agit de la trente-quatrième élection générale depuis la confédération canadienne en 1867. Le Parti progressiste-conservateur de Brian Mulroney remporte l'élection avec un gouvernement majoritaire.

## Campagne
La campagne électorale porte essentiellement sur un seul enjeu : la signature d'un accord de libre-échange avec les États-Unis. Le premier ministre sortant, Brian Mulroney, avait signé l'accord. Ses adversaires, le Parti libéral du Canada mené par John Turner et le Nouveau Parti démocratique mené par Ed Broadbent, s'y opposent fermement. Parmi les partis mineurs participant également à l'élection, le Parti de l'héritage chrétien, qui présente pour la première fois des candidats lors d'une élection générale, appuie le principe du libre-échange mais exprime de sérieuses réserves sur l'accord tel que négocié.
Les conservateurs entrent dans l'élection souffrant de plusieurs scandales. Malgré leur énorme majorité remportée quatre ans auparavant, ils paraissent vulnérables dès le départ.
La campagne libérale connaît quelques ratés au départ, notamment lors d'une journée à Montréal, où trois coûts différents sont donnés pour le programme proposé de services de garde. La campagne est freinée également par un reportage de la Société Radio-Canada affirmant qu'un mouvement visant à remplacer Turner par Jean Chrétien se dessinait dans les coulisses bien que Turner avait gagné un vote de confiance en 1986.
Les intentions de vote voyagent entre les conservateurs et les libéraux sur la question du libre-échange. Avec les sondages de mi-campagne qui prédisent une victoire des libéraux, les conservateurs abandonnent la stratégie de campagne relativement calme qu'ils ont menée jusque-là et suivent la suggestion d'Allan Gregg de « bombarder le pont » qui relie les électeurs opposés au libre-échange aux libéraux : la crédibilité de Turner. Ils lancent une série de publicités mettant en relief les difficultés de leadership de Turner. Combinés à des publicités au coût de 6 millions de dollars vantant les mérites du libre-échange, ces incidents parviennent à freiner le momentum des libéraux. Des guerres intestines au Parti libéral et le partage des votes entre le NPD et les libéraux contribuent à reconduire le Parti progressiste-conservateur au pouvoir avec un second gouvernement majoritaire.
Le Parti libéral est le plus grand parti opposé au libre-échange et double sa représentation aux communes en obtenant 83 sièges sur 295 (contre 40 lors de l'élection précédente) et 32 % des voix et est reconduit dans son rôle d'opposition officielle. Le Parti progressiste-conservateur remporte une confortable majorité, quoique réduite, avec 43 % des voix et 169 des 295 sièges. Malgré la position sensiblement améliorée des libéraux, les résultats sont considérés comme un échec pour Turner après les sondages de mi-campagne, qui prédisaient un gouvernement libéral. La défaite électorale scelle le sort de Turner, qui démissionne en 1990 pour être remplacé par Jean Chrétien.
Le Nouveau Parti démocratique obtient 43 sièges et un peu plus de 20 % des voix, un record historique pour ce parti social-démocrate. Il domine en Colombie-Britannique et en Saskatchewan et reçoit également des appuis importants en Ontario.
Cette élection est la dernière pour le Parti du Crédit social du Canada, qui ne remporte aucun siège et récolte une part insignifiante des suffrages. Le parti ne réussit pas à présenter le nombre de candidats requis pour être officiellement reconnu, mais Élections Canada accepte de faire apparaître le nom du parti sur les bulletins de vote par respect pour sa longue histoire en tant que parti reconnu.
Le tout nouveau Parti réformiste du Canada, qui prendra du gallon au cours de l'élection générale suivante, participe également à l'élection ; toutefois, il est considéré comme un parti purement marginal. Il obtient un peu plus de 2 % des voix tout en ne présentant que 72 candidats. Le Parti Rhinocéros, qui se moque ouvertement du processus, obtient 1 % des voix avec 74 candidats.
Des douze partis qui se font la lutte, seuls les trois premiers (Progressiste-conservateur, Libéral et NPD) présentent des candidats dans chacune des 295 circonscription. Outre le Parti réformiste et le Parti Rhinocéros, aucun tiers parti n'obtient plus de 1 % des voix. Au total, 1575 personnes ont posé leur candidature dont 156 n'appartenaient à aucun parti reconnu.
Toutefois, un certain nombre de partis non enregistrés auprès d'Élections Canada conteste également l'élection en présentant des candidats indépendants, dont deux partis indépendantistes de l'Ouest canadien : le Western Canada Concept, mené par Douglas Christie, présente trois candidats en Colombie-Britannique ; le Western Independance Party en présente un en Colombie-Britannique, sept en Alberta, et trois au Manitoba. Le Parti marxiste-léniniste présente également des candidats dans plusieurs circonscriptions.
Des 17 639 001 personnes inscrites sur les listes électorales, 13 281 191 électeurs, soit environ 75 % des personnes inscrites, se sont prévalus de leur droit de vote ; 13 175 599 votes sont reconnus valides (99,20 %) contre 105 592 bulletins (0,80 %) qui sont rejetés.

### Soutiens de la presse
|                    | En 1984 | En 1984 | En 1988 | En 1988 |
| ------------------ | ------- | ------- | ------- | ------- |
| Le Devoir          |         | PC      |         | PC      |
| Le Soleil          |         | PC      |         | PC      |
| La Presse          |         | Aucun   |         | PC      |
| The Gazette        |         | Aucun   |         | PC      |
| The Globe and Mail |         | PC      |         | PC      |
| Le Droit           |         | PC      |         | PC      |
| Toronto Star       |         | Libéral |         | Libéral |

Le 16 novembre 1988, le Toronto Star, opposé à l'accord de libre-échange canado-américain, est le premier quotidien national à publier un éditorial de soutien, en faveur du Parti libéral.
Le 17 novembre 1988, Benoît Lauzière, directeur du journal Le Devoir, accorde son soutien au Parti progressiste-conservateur. L'éditorial pointe la performance satisfaisante du gouvernement conservateur et surtout un soutien fort au projet de libre-échange rejeté par les autres partis. Malgré son soutien au Parti progressiste-conservateur, Benoît Lauzière souligne la qualité de certains candidats du NPD au Québec et semble soutenir leur élection pour que ce parti ait quelques députés du Québec en son sein. Le même jour Le Soleil publie un éditorial de son éditeur Robert Normand appuyant également la reconduction du gouvernement progressiste-conservateur.
Le 19 novembre 1988, le journal The Gazette publie son soutien au Parti progressiste-conservateur par la voix de son éditeur Clark W. Davey. Celui-ci pointe le choix historique à faire à propos du libre-échange et enjoint aux électeurs de l'appuyer en reconduisant le gouvernement majoritaire de Brian Mulroney pour un nouveau mandat. Davey pointe cependant que le libre-échange n'est pas la seule raison justifiant l'appui au Parti progressiste-conservateur, pointant notamment l'avancée selon lui que représente l'Accord du lac Meech. L'éditeur critique également la campagne du Parti libéral et du NPD, jugée comme une « campagne de peur » faite auprès des aînés et chômeurs.
Le même jour Roger D. Landry, président et éditeur de La Presse publie également un soutien à la réélection du gouvernement de Brian Mulroney, avec un argumentaire similaire à celui publié dans The Gazette, soit l'appui au libre-échange et une appréciation positive du bilan du premier mandat du gouvernement conservateur, notamment au plan constitutionnel (avec l'Accord du lac Meech) et économique.

## Sondages
- Parti progressiste-conservateur
- Parti libéral du Canada
- NPD

## Résultats

### Dans le pays
|       |                           |                     |                     |        |             |         |            |               |         |         |
| Parti | Parti                     | Chef                | Nombre de candidats | Sièges | Sièges      | Sièges  | Sièges     | Voix          | Voix    | Voix    |
| Parti | Parti                     | Chef                | Nombre de candidats | 1984   | Dissolution | Élus    | % Diff.    | Nombre absolu | %       | Diff.   |
|       | Progressiste-conservateur | Brian Mulroney      | 295                 | 211    | 203         | 169     | -19.9%     | 5 667 543     | 43,02 % | -7,02 % |
|       | Libéral                   | John Turner         | 294                 | 40     | 38          | 83      | +107,5 %   | 4 205 072     | 31,92 % | +3,89 % |
|       | NPD                       | Ed Broadbent        | 295                 | 30     | 32          | 43      | +34,4 %    | 2 685 263     | 20,38 % | +1,57 % |
|       | Réformiste                | Preston Manning     | 72                  | *      | *           | -       | *          | 275 767       | 2,09 %  | *       |
|       | Héritage chrétien         | Ed Vanwoudenberg    | 63                  | *      | *           | -       | *          | 102 533       | 0,78 %  | *       |
|       | Rhinoceros                | Charles McKenzie    | 74                  | -      | -           | -       | -          | 52 173        | 0,40 %  | -0,39 % |
|       | Vert                      | Seymour Trieger     | 68                  | -      | -           | -       | -          | 47 228        | 0,36 %  | +0,14 % |
|       | Confederation of Regions  | Elmer Knutson       | 51                  | -      | -           | -       | -          | 41 342        | 0,31 %  | -0,68 % |
|       | Libertarien               | Dennis Corrigan     | 88                  | -      | -           | -       | -          | 33 135        | 0,25 %  | +0,06 % |
|       | Commonwealth              | Gilles Gervais      | 58                  | -      | -           | -       | -          | 7 467         | 0,06 %  | -0,21 % |
|       | Communiste                | George Hewison      | 51                  | -      | -           | -       | -          | 7 066         | 0,05 %  | -0,01 % |
|       | Crédit social             | Harvey Lainson      | 9                   | -      | -           | -       | -          | 3 407         | 0,03 %  | -0,10 % |
|       | Indépendant               | Indépendant         | 55                  | 1      | 4           | -       | -          | 22 982        | 0,17 %  | -0,01 % |
|       | Aucune appartenance       | Aucune appartenance | 100                 | -      | -           | -       |            | 24 516        | 0,19 %  | -0,12 % |
|       | Vacant                    | Vacant              | Vacant              | Vacant | 5           |         |            |               |         |         |
| Total | Total                     | 1 573               | 282                 | 282    | 295         | +4,61 % | 13 175 494 | 100 %         |         |         |

Notes :
- « % Diff. » réfère au changement depuis l'élection précédente

### Par province
|                                       | Progressiste-conservateur | Sièges :     | 12   | 25   | 4    | 7    | 46   | 63   | 5    | 5    | -    | 2    | -    | -    | 169   |
|                                       | Progressiste-conservateur | Voix (%) :   | 35,3 | 51,8 | 36,4 | 36,9 | 38,2 | 52,7 | 40,4 | 40,9 | 41,5 | 42,2 | 26,4 | 35,3 | 43,0  |
|                                       | Libéral                   | Sièges :     | 1    | -    | -    | 5    | 43   | 12   | 5    | 6    | 4    | 5    | 2    | -    | 83    |
|                                       | Libéral                   | Voix :       | 20,4 | 13,7 | 18,2 | 36,5 | 38,9 | 30,3 | 45,4 | 46,5 | 49,9 | 45,0 | 41,4 | 11,3 | 31,9  |
|                                       | NPD                       | Sièges :     | 19   | 1    | 10   | 2    | 10   | -    | -    | -    | -    | -    | -    | 1    | 43    |
|                                       | NPD                       | Voix :       | 37,0 | 17,4 | 44,2 | 21,3 | 20,1 | 14,4 | 9,3  | 11,4 | 7,5  | 12,4 | 28,3 | 51,4 | 20,38 |
| Total sièges                          | Total sièges              | Total sièges | 32   | 26   | 14   | 14   | 99   | 75   | 10   | 11   | 4    | 7    | 2    | 1    | 295   |
| Partis n'ayant remporté aucun siège : |                           |              |      |      |      |      |      |      |      |      |      |      |      |      |       |
|                                       | Réformiste                | Voix :       | 4,8  | 15,4 |      | 3,3  |      |      |      |      |      |      |      |      | 2,1   |
|                                       | Héritage chrétien         | Voix :       |      | 1,1  |      |      | 1,4  |      |      |      |      |      |      | 2,0  | 0,8   |
|                                       | Rhinocéros                | Voix :       |      |      |      |      |      | 1,2  |      |      |      |      |      |      | 0,4   |
|                                       | Vert                      | Voix :       |      |      |      |      |      |      |      |      |      |      |      |      | 0,4   |
|                                       | Confederation of Regions  | Voix :       |      |      |      |      |      |      | 4,3  |      |      |      |      |      | 0,3   |
|                                       | Libertarien               | Voix :       |      |      |      |      |      |      |      |      |      |      |      |      | 0,3   |
|                                       | Commonwealth              | Voix :       |      |      |      |      |      | 0,2  |      |      |      |      |      |      | 0,1   |
|                                       | Communiste                | Voix :       |      |      |      |      |      |      |      |      |      |      |      |      | 0,1   |
|                                       | Crédit social             | Voix :       |      |      |      |      |      |      |      |      |      |      |      |      | xx    |
|                                       | Autre                     | Voix :       |      |      |      |      |      |      |      |      |      |      |      |      | 0,4   |
| xx - moins de 0,05 % des voix.        |                           |              |      |      |      |      |      |      |      |      |      |      |      |      |       |

Remarques :
- Nombre de partis : 11
  - Première participation : Parti de l'héritage chrétien du Canada, Parti réformiste du Canada
  - Dernière participation : Confederation of Regions Party of Canada, Parti Rhinocéros, Parti du crédit social du Canada
  - Dernière participation avant absence : Parti communiste du Canada (retour en 2000)

### 10 circonscriptions les plus serrées
1. London-Middlesex, ON : Terry Clifford (PC) défait Garnet Bloomfield (lib.) par 8 voix
2. Northumberland, ON : Christine Stewart (lib.) défait Reg Jewell (PC) par 28 voix
3. Hamilton Mountain, ON : Beth Phinney (lib.) défait Marion Dewar (NPD) par 73 voix
4. York-Nord, ON : Maurizio Bevilacqua (lib.) défait Michael O'Brien (PC) par 77 voix
5. Rosedale, ON : David MacDonald (PC) défait Bill Graham (lib.) par 80 voix
6. London-Est, ON : Joe Fontana (lib.) défait Jim Jepson (PC) by 102 votes
7. Haldimand—Norfolk, ON : Bob Speller (lib.) défait Bud Bradley (PC) par 209 voix
8. Hillsborough, ÎPE : George Proud (lib.) défait Tom McMillan (PC) par 259 voix
9. Cariboo—Chilcotin, C-B : Dave Worthy (PC) défait Jack Langford (NPD) par 269 voix
10. Vancouver-Centre, C-B : Kim Campbell (PC) défait Johanna Den Hertog (NPD) par 269 voix